# Північнопіценська мова
Північнопіценська мова була поширена в північній частині давньоримської області Піценум. Відома по ряду написів на каменях, яких, однак, недостатньо навіть для того, щоб визначити належність мови до індоєвропейської чи іншої мовної сім'ї; частина дослідників дотримуються думки, що північнопіценська мова не була індоєвропейською. До XIX століття північнопіценські написи помилково зараховували до етруських.
Жителі південної частини Піценума були відомі як сабіни, їхня мова, південно-піценська, незважаючи на схожу назву, не була спорідненою з північнопіценською.

## Стела з Новілари

Стела з Новілари.

Напис на стелі виконаний алфавітом, похідним від етруського. В даний час зберігається в музеї Пігоріні, датується VI—V ст. до н. е.
Транслітерація стели:
mimniś. erút. caareś (.) tadeś | ro (t) nem. úvlin. part (en). úś | polem. iśairon. tet | šút. trat (.) neši. kr (úš / úví) | ten (a) c. trút. ipiem. rotne (š / m) | lútúiś. θ (a) lú. iśperion. vúl | teś. rotem. teú. aiten. tašúr | śoter. merpon. kalatne | niś. vilatoś. paten. arn | úiś. baleśtenac. andś. et | (š) út. (l) akút. treten. teletaú | (ne) m. p (o) lem. tišú. śotriś. eúś.
Читання букв, вказаних у дужках, є спірним.

## Двомовний напис з Пезаро
Являє собою мармуровий фрагмент, на якому є вотивний напис латинською і північнопіценською мовами:
 (A) L. caf (at) ius. l. f. ste. haruspex | fulguriator
(B) cafates. lr. lr. netšvis. trutnvt. frontac
Напис (A) йде зліва направо, (B) справа наліво, текст обрамлений двома круглими зубчастими рамками.

## література
- Vittore Pisani, Le lingue dell'Italia antica oltre il latino, 2 édition, Rosenberg & Sellier, Turin, 1986.
- Marcello Durante, Nord piceno: la lingua delle iscrizioni di Novilara, in Popoli e civiltà dell'Italia antica, tome 6, Biblioteca di Storia patria, Rome, 1978.
- JP Mallory, In search of the Indo-Europeans, Language, Archaeology and Myth, Thames & Hudson, Londres, 1989.